# Royaume de Livonie
1570–1578
Le royaume de Livonie est un État nominal créé en 1570, par le tsar de Russie Ivan IV lors de la guerre de Livonie. Recouvrant le territoire actuel de l'Estonie et de la Lettonie, ce royaume n'a jamais été formellement établi et ne subsista que quelques années, disparaissant en 1578.
Le 10 juin 1570, le duc danois Magnus de Holstein est couronné roi de Livonie à Moscou et prête allégeance à Ivan, le reconnaissant comme son suzerain, par un traité qu'il signe avec l'envoyé diplomatiques d'Ivan IV, le diak Vassili Chtchelkalov, oprichnik du tsar et membre de l'administration.
Les terres du nouveau royaumes sont encore à conquérir, mais le château de Põltsamaa est tout de même proclamé future résidence officielle du roi. Le nouveau roi Magnus quitte Moscou à la tête de 20 000 soldats russes pour prendre Reval aux Suédois. L'espoir d'Ivan de se rallier le support de Frédéric II de Danemark, le frère aîné de Magnus, échoue cependant. À la fin du mois de mars 1571, Magnus lève le siège de Reval.
En 1577, ayant perdu faveur du tsar Ivan IV, il se retourne vers son frère, Frédéric II, mais il lui refuse son soutien. Magnus invite alors la noblesse allemande de Livonie à se rallier à sa lutte contre les forces d'occupation étrangères. Finalement capturé par les Russes, il renonce à son titre royal lors de sa libération. Il termine ses jours au château de Pilten en Courlande en tant que pensionnaire de la couronne de Pologne et meurt en 1583.